# Frieder Faist
Frieder Faist (* 10. Juni 1948 in Augsburg; † 6. August 2008 in Augsburg) war ein deutscher Schriftsteller.

## Leben
Frieder Faist absolvierte eine Lehre als Industriekaufmann und
arbeitete anschließend als kaufmännischer und Verwaltungsangestellter. Bis 1980 betrieb er eine Kneipe in Augsburg, wo er weiterhin als freier Schriftsteller lebte und im August 2008 im Alter von 60 Jahren auch starb.
Frieder Faist ist Verfasser einer Reihe von Kriminalromanen, die in seiner Augsburger Heimat spielen, sowie zahlreicher Hörspiele. 1982 und 1987 erhielt er den Kunstförderungspreis der Stadt Augsburg sowie 1985 den Deutschen Krimipreis.

## Werke
- Sehr ordentlich, Augsburg 1982
- Schattenspiele, Zürich 1984
- Nebenrollen, Zürich 1986
- Der Ersatzmann, Zürich 1991
- Ehrensache, München 1993
- Doppelt oder tot, München 1995
- Einer will's gewesen sein, München 1997

## Herausgeberschaft
- Reden kann ich nicht, wenn es mir schlecht geht, Augsburg 1981